# Радовель
Ра́довель — село в Україні, в Коростенському районі Житомирської області. Входить до складу Олевської міської громади.

## Географія
Радовель розташований за 20 км від м. Олевськ (центр громади), за 165 км від Житомира (обласний центр) та за 205 км від Києва (столиця України). Територія села (тис.кв.м) — 3810.

Село лежить у Поліській низовині на висоті 192 м над рівнем моря. Клімат помірно континентальний з холодними зимами та теплим літом. Зона мішаних лісів. Рослинний і тваринний світ характерний для українського Полісся. Ґрунти «дерново-підзолисті глеюваті глинисто-піщані, дерново-глейові осушені легкосуглинкові. Вміст гумусу в ґрунтах орних земель в межах 1,9». За 2 км від села протікає річка Перга. На південно-західній стороні від села пролягає автошлях М07.

## Історія
Історію села Радовель у вигляді нарисів, написаних на основі архівних документів і спогадів очевидців, збережено у книгах колишньої вчительки, директорки Радовельської ЗОШ, дослідниці історії рідного краю Ніни Михайлівни Весельської «Куточок мальовничого Полісся» і «Пам'ять вічно жива. Нариси з історії с. Радовель та його школи».
У книгах зазначено, що чіткого походження назви села Радовель в архівних документах не виявлено. Існують усні перекази, згідно з якими назва може походити від слів «рада» і «вести» (князь радився, куди далі вести своє військо) або ж «раділи вельми», «радувалися» (князь із воїнами вибралися з топких боліт і знайшли зручне місце для відпочинку). Також існує легенда про Радова — сміливця племені древлян, на честь якого нібито й назвали поселення.
Не виявлено і конкретної дати заснування села. Утім, у «Географічному словнику Королівства Польського та інших слов'янських теренів» випускниця Радовельської школи Надія Гергало знайшла таку інформацію: «Село Радовель, повіт Овруцький, волость Жубровицька, 99 верст від Овруча, 142 будинки, 849 мешканців, церква дерев'яна, побудована в 1862 році. У 1496 році Радовель відданий у володіння князю Тимофію Івановичу Капусті королем Олександром, у 1581 році — у володіння Сапеги Богдану». Таким чином, у 1496 році село Радовель вже існувало. А тому «перша згадка про село під назвою Радов 1545 року, що зберігається в архівах України, приблизна і набагато пізніша».
У другій половині XVII століття Юзеф Кароль Немирич віддає Радовель монастирю кармелітів в Олевську, у 1694 році власником Радовля стає Олександр Немирич. У XVIII столітті село входило до Волинського воєводства, а потім до Волинської губернії (1795), яка була частиною Російської імперії, найвідсталішою окраїною Південно-західного краю Росії. У 1831 році Радовель переходить у державну маєтність, у розряд казенних сіл. На той час село належало до Олевської волості, у 1866 — воно переходить до Жубровицької волості, а згодом до Білокоровицької.
Далі в історії села Радовель мають місце Столипінська аграрна реформа (у 1906 році в селі мешкало 1000 осіб, налічувалось 156 дворових господарств), національно-визвольний рух 1917—1921 років, радянська влада, Голодомор, Друга світова війна, Чорнобильська аварія (село віднесене до третьої категорії), відновлення незалежності України.
Під час організованого радянською владою Голодомору 1932—1933 років померло щонайменше 33 жителі села.
Нині у селі реалізується проєкт «Радовель».
Колишній орган місцевого самоуправління — Радовельська сільська рада.

## Населення
Згідно з переписом УРСР 1989 року чисельність наявного населення села становила 1825 осіб, з яких 856 чоловіків та 969 жінок.
За переписом населення України 2001 року в селі мешкало 1360 осіб.
На 01.01.2019 кількість населення становить 1249 осіб.

### Мова
Розподіл населення за рідною мовою за даними перепису 2001 року:
| Мова       | Відсоток |
| ---------- | -------- |
| українська | 98,84 %  |
| російська  | 0,80 %   |
| вірменська | 0,36 %   |

## Соціальна сфера
У селі працюють навчальний заклад, дитячий садочок, поштове відділення «Укрпошти», амбулаторія й аптека, сільський клуб, де розміщено бібліотеку й народознавчу світлицю, а також сільська рада (об'єднує Радовель, Рудню-Радовельську і Пояски).

### Освіта

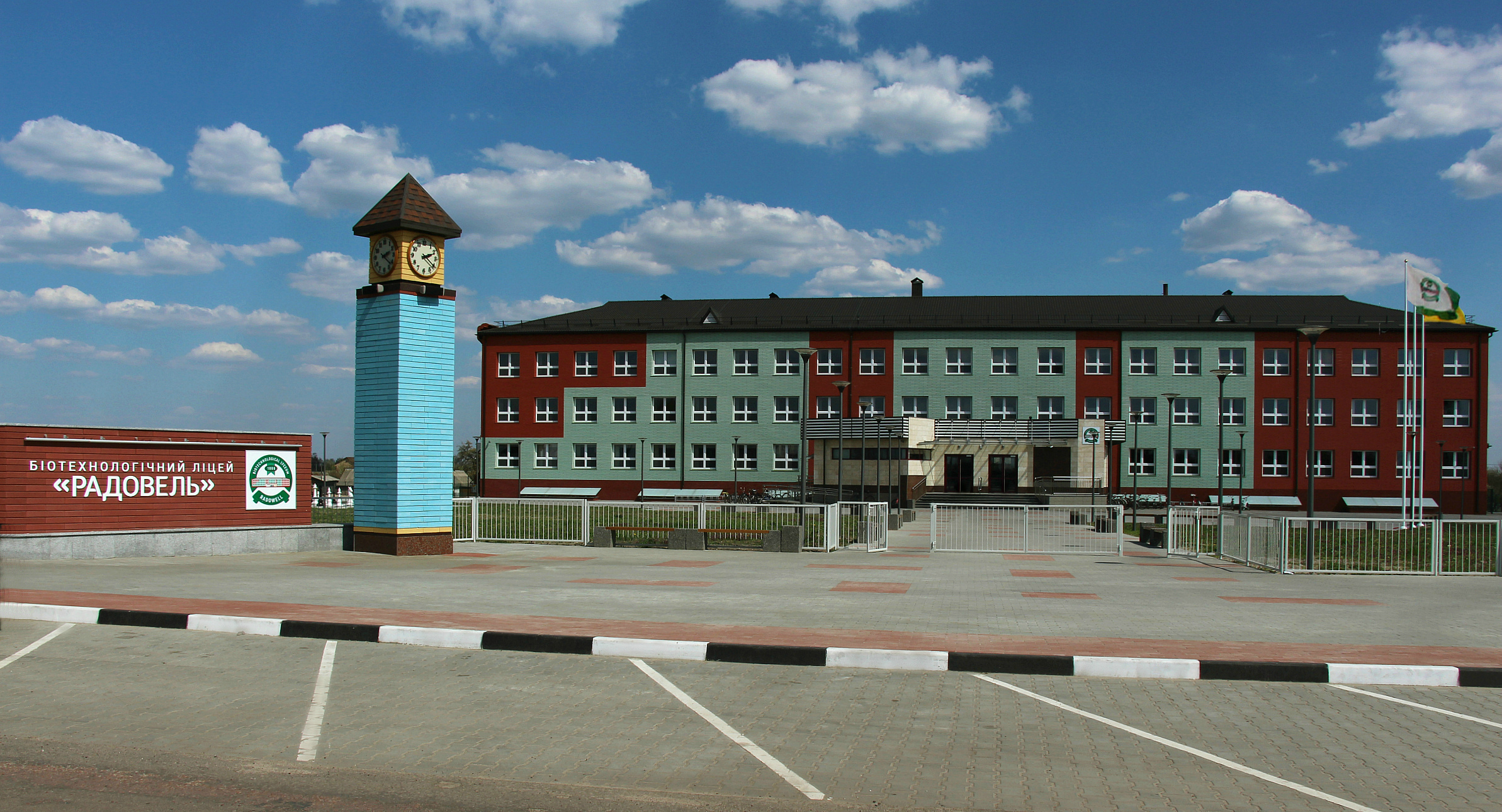
Біотехнологічний ліцей «Радовель»

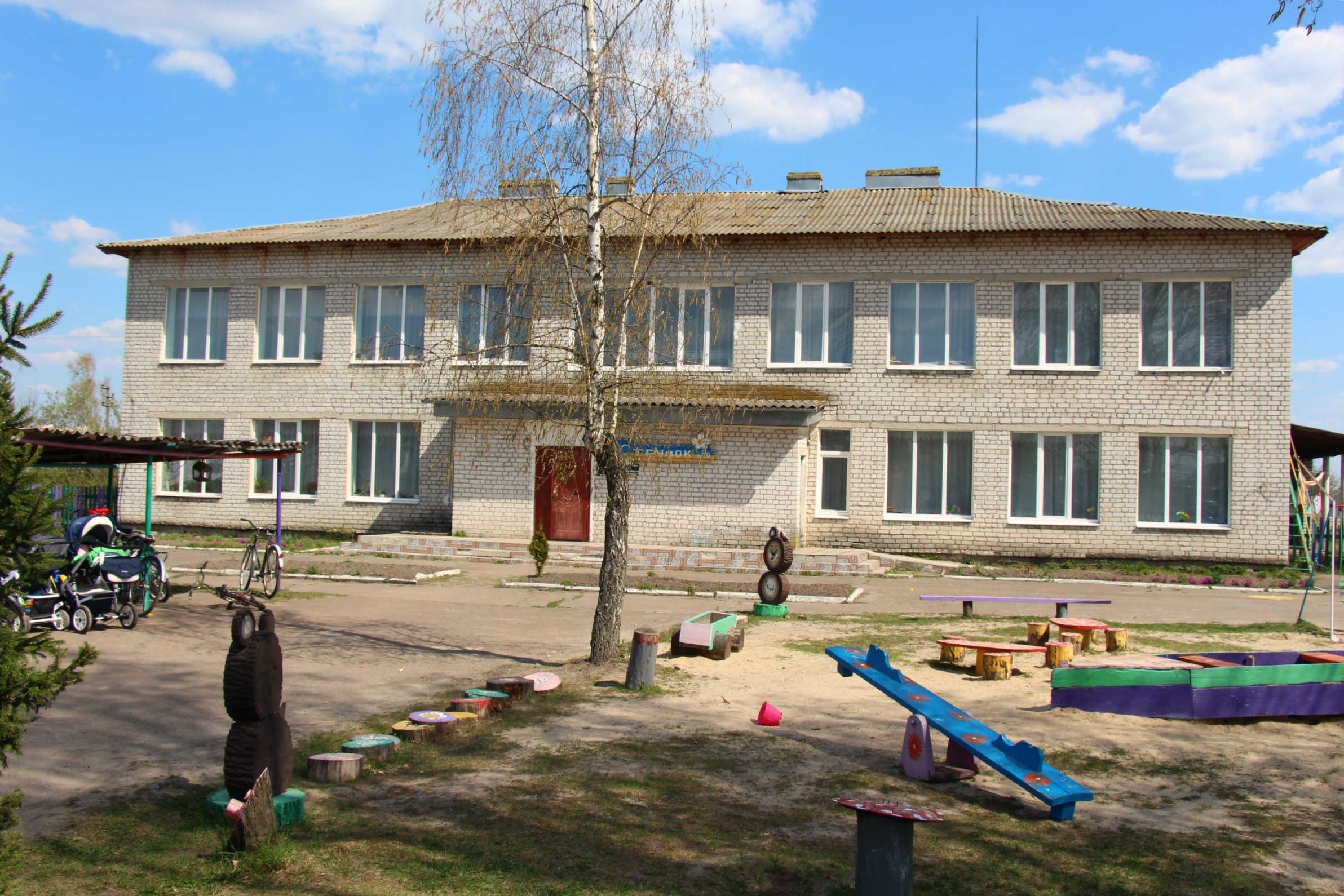
Радовельський дитячий садок «Струмок»

15 вересня 2018 року в селі було відкрито Біотехнологічний ліцей «Радовель», реорганізований з Радовельської загальноосвітньої школи I—III ступенів. Заклад адаптований до навчання дітей з особливими освітніми потребами, має сучасний дизайн та інноваційне оснащення. У ліцеї діють більше 10 гуртків (робототехніка, таеквондо, гончарство, театральне мистецтво, кулінарна студія, хореографія та ін.). Станом на лютий 2019 року в ліцеї навчається понад 330 дітей.

Дошкільна ланка освіти представлена дитячим садочком № 20 «Струмок». У садку працюють три групи (ясельна, середня і старша). Режим перебування дітей — денний. Мова навчання й виховання — українська. Заклад розрахований на 90 місць. 

### Охорона здоров'я

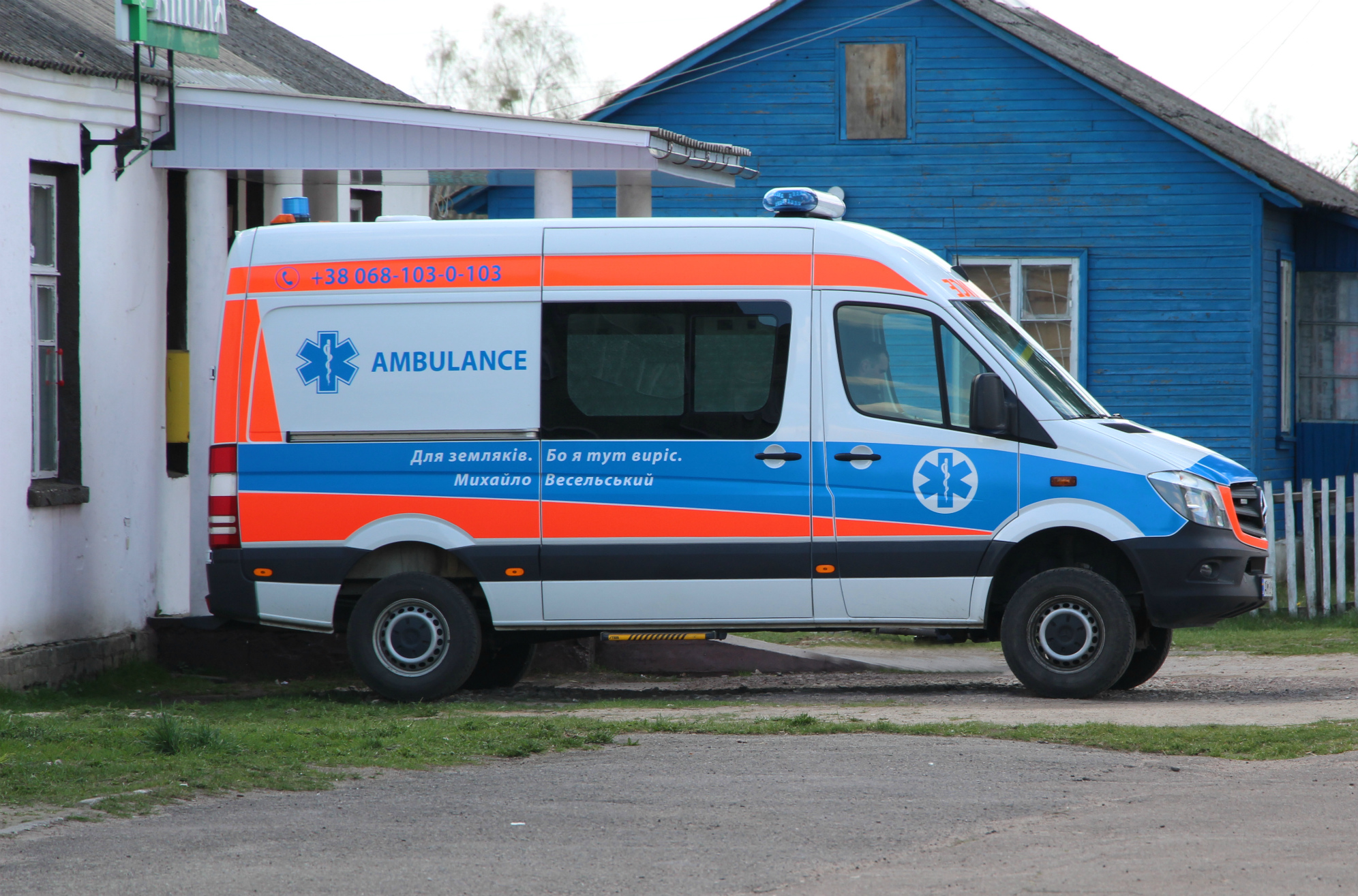
Реанімобіль

Наразі в селі функціонують аптека, тимчасова амбулаторія, а також швидка невідкладна допомога — сучасний реанімобіль з інноваційним обладнанням. 8 грудня 2018 року застарілу сільську амбулаторію було демонтовано, а 24 грудня відбулося закладення перших блоків у будівництво нового медичного центру європейського рівня, що передбачено впровадженням проєкту «Радовель».

### Культура

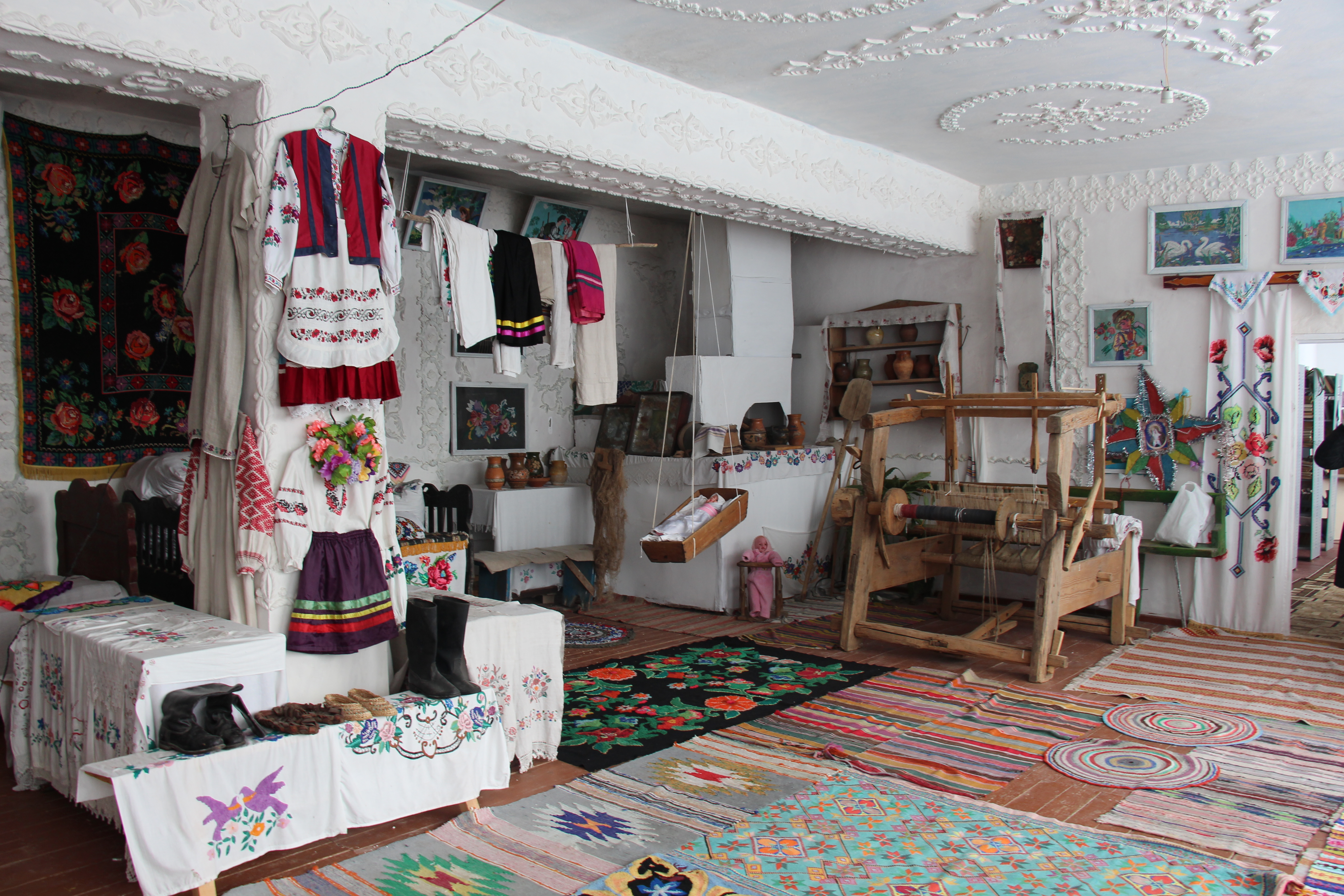
Народознавча світлиця

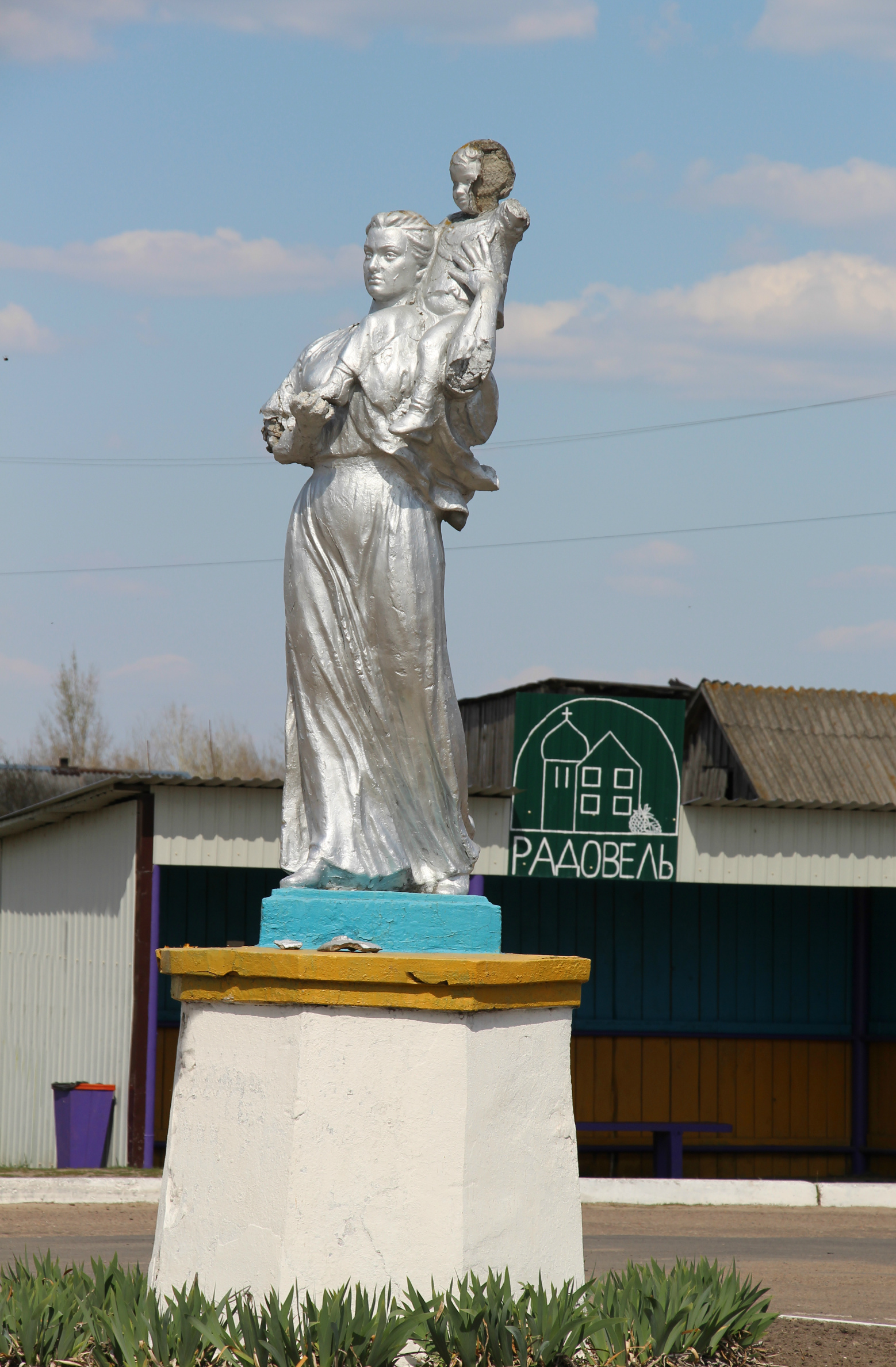
Скульптура «Матері й дитини»

Сьогочасний сільський клуб (за проєктною документацією це саме клуб, а не будинок культури) працює з 1981 року. Цілорічно тут проводяться різноманітні культурні заходи, приурочені до свят та інших важливих подій. З 1995 року діє самодіяльний ансамбль народного танцю «Радо», що є постійним учасником концертів художньої самодіяльності та районних фестивалів. З 2014 року діє співочий колектив «Світанок».

У клубі розміщені сільська бібліотека та місцевий музей − народознавча світлиця, де зібрані старовинні речі народного вжитку. Серед експонатів — вишиті рушники, прялка, ткацький верстак для виготовлення полотна, ступи, різноманітні старовинні вироби, жень (шкіряний канат для бортництва) та багато іншого. Щодо бортництва — деякі місцеві жителі й досі збирають дикий мед, використовуючи для цього борть.
З культурних пам'яток у селі — скульптура «Матері й дитини», що стоїть у центрі села, виготовлена М. М. Бариновою, ученицею Радовельської ЗОШ. А також пам'ятники загиблим односельцям і С. К. Туру — командиру партизанського загону, що загинув у роки Другої світової війни на землях Радовля.
25 лютого 2016 року в Радовлі відбулося відкриття та освячення нового Храму на честь Богоявлення (Свято-Богоявленський храм), збудованого на кошти жителів місцевої громади та спонсорську допомогу. Історична споруда церкви була збудована в 1862 році за державні кошти і на той час називалася на честь Воскресіння Христового. У другій половині XX столітті її приміщення, де вже розташовувався сільський клуб, згоріло.

## Транспорт
Через село щодня курсують автобуси сполученням Олевськ-Київ /Київ-Олевськ та Олевськ-Житомир / Житомир-Олевськ. За 5 км від с. Радовель знаходиться міжнародна траса М-07 Київ — Ковель — Ягодин, якою прямують транспортні засоби різноманітних рейсів, зокрема й міжнародних. Найближчі залізничні станції — в с. Пояски, м. Олевськ та с. Білокоровичі, а також у м. Коростень.

## Відомі люди
- Хоречко Микола Степанович — старший солдат ЗСУ, загинув у боях за Дебальцеве.
- Ярошенко Сергій Григорович — сержант, боєць 30-ї окремої механізованої бригади 8 армійського корпусу Сухопутних військ ЗС України; загинув під час проведення антитерористичної операції на сході України.
- Кручко Іван Борисович — молодший сержант, командир мотострілецького відділення. Народився й похований у Радовлі. Загинув в Афганістані[25](19 років).
- Кравченко Яків Андрійович — ліквідатор аварії на Чорнобильській атомній електростанції.
- Павленко Володимир Сергійович — ліквідатор аварії на Чорнобильській атомній електростанції.
- Весельська Ніна Михайлівна — колишня директорка Радовельської ЗОШ, член Спілки краєзнавців України, голова Ради ветеранів, почесний ветеран міста-героя Києва, авторка літературно-художніх, історико-документальних, природничо-краєзнавчих видань. Почесна громадянка села Радовель.
- Глотко-Пилипчук Ольга Андріївна — колишня медсестра сіл Рудня-Радовельська й Радовель, м. Олевськ, поетеса. Авторка більше 30 книг. Член Національної спілки журналістів України, спілки літераторів «Славутич» (Кременчук), Полтавської спілки літераторів. Почесна громадянка м. Олевська. Лауреатка Міжнародної літературної премії імені Пантелеймона Куліша, Всеукраїнської премії імені Василя Юхимовича — за книгу «Синьооке Полісся».
- Хлань Марія Федорівна — уродженка й жителька с. Радовель, авторка збірок «Перлина душі» та «На крилах духу». Багато років життя присвятила збиранню усної народної творчості, записала десятки народних пісень Поліського краю.
- Сайко Людмила Михайлівна — українська радянська діячка, вчителька Радовельської ЗОШ, Біотехнологічного ліцею «Радовель». Депутатка Верховної Ради УРСР 10-11-го скликань.
- Весельський Михайло Миколайович — уродженець с. Радовель, підприємець, ініціатор і меценат проєкту «Радовель».

## Проєкт «Радовель»
Головна мета проєкту «Радовель», ініціатором і меценатом якого є уродженець села Михайло Весельський, полягає у створенні передумов і умов для розбудови комфортного життя й роботи в селі. Проєктами, що забезпечують досягнення означеної мети, є:
- Створення освітнього простору (для дітей, вчителів, дорослих і громади): Біотехнологічний ліцей «Радовель»[26][27], будівництво дитячого садка, будинку майбутніх вчених, науково-дослідницьких лабораторій, ремісничих і творчих майстерень;
- Організація сучасного й ефективного медичного забезпечення (наявність сучасного медичного закладу і команди спеціалістів[28]);
- Організація місцевого бізнесу (вирощування ягідних культур[29] у промислових масштабах, бджільництво, вирощування огірків/помідорів у теплицях, будівництво виробничих потужностей);
- Будівництво сучасного житла для залучених спеціалістів (будівництво житла тимчасового проживання і котеджів для постійного проживання, що при виконанні певних умов можуть перейти у приватну власність);
- Розбудова інфраструктурних проєктів (газифікація села, централізоване забезпечення кожного будинку водою, відведення і очищення каналізаційних стоків, збір і сортування побутових відходів, створення центру з відновлення лісу);
- Комунікаційний проєкт (місцевий мультимедійний ньюзрум «Радовель»);
- Створення громадського простору (культура, побут, спорт, розваги);
- Піклування про людей, котрі потребують допомоги (будівництво будинку для літніх людей);
- Реорганізація місцевої влади.